# Трутовик лакированный
Трутови́к лакиро́ванный, или ганоде́рма лакированная (также возможны названия линчжи или рейши) (лат. Ganoderma lucidum) — гриб рода ганодерма (Ganoderma), в настоящее время включаемого в семейство Polyporaceae. Занесён в Красную книгу Российской Федерации.
Трутовик лакированный широко известен как лекарственный гриб под названием линчжи или рейши, используемый среди прочего в ТКМ, однако недавние исследования показали, что в Азии традиционно используется другой, близкородственный вид Ganoderma lingzhi (Sheng H. Wu, Y. Cao & Y.C. Dai 2012), который прежде считался одним видом с Ganoderma lucidum. Нет достаточных доказательств того, что употребление этих грибов в любой форме оказывает какое-либо влияние на здоровье или заболевания человека.

## Название
В Китае и Корее гриб известен как «лин-чжи» (гриб/трава бессмертия), в Японии этот гриб наиболее известен под именами «рэйси» (гриб духовной силы) и «маннэнтакэ» (десятитысячелетний гриб). В России препараты из этого гриба (настойки, экстракты, сухие экстракты в капсулах) встречаются и продаются под названием «линьчжи», «линчи» и «рейши».

## Описание
Плодовые тела однолетние, изредка 2—3-летние, шляпконожечные. Шляпка (3—8)×(10—25)×(2—3) см, почковидная или почти яйцевидная, плоская. Кожица гладкая, блестящая, неровная, волнистая, разделённая на множество концентрических колец роста, имеющих различные оттенки.
Мякоть очень плотная и деревянистая, охристого цвета, без запаха и вкуса. Гименофор трубчатый с мелкими и округлыми порами по 4—5 на 1 мм². Трубочки короткие, охряные.
Ножка 5—25 см в высоту, 1—3 см в диаметре, боковая, длинная, цилиндрическая, неровная и очень плотная.
Споровый порошок коричневый.

### Изменчивость

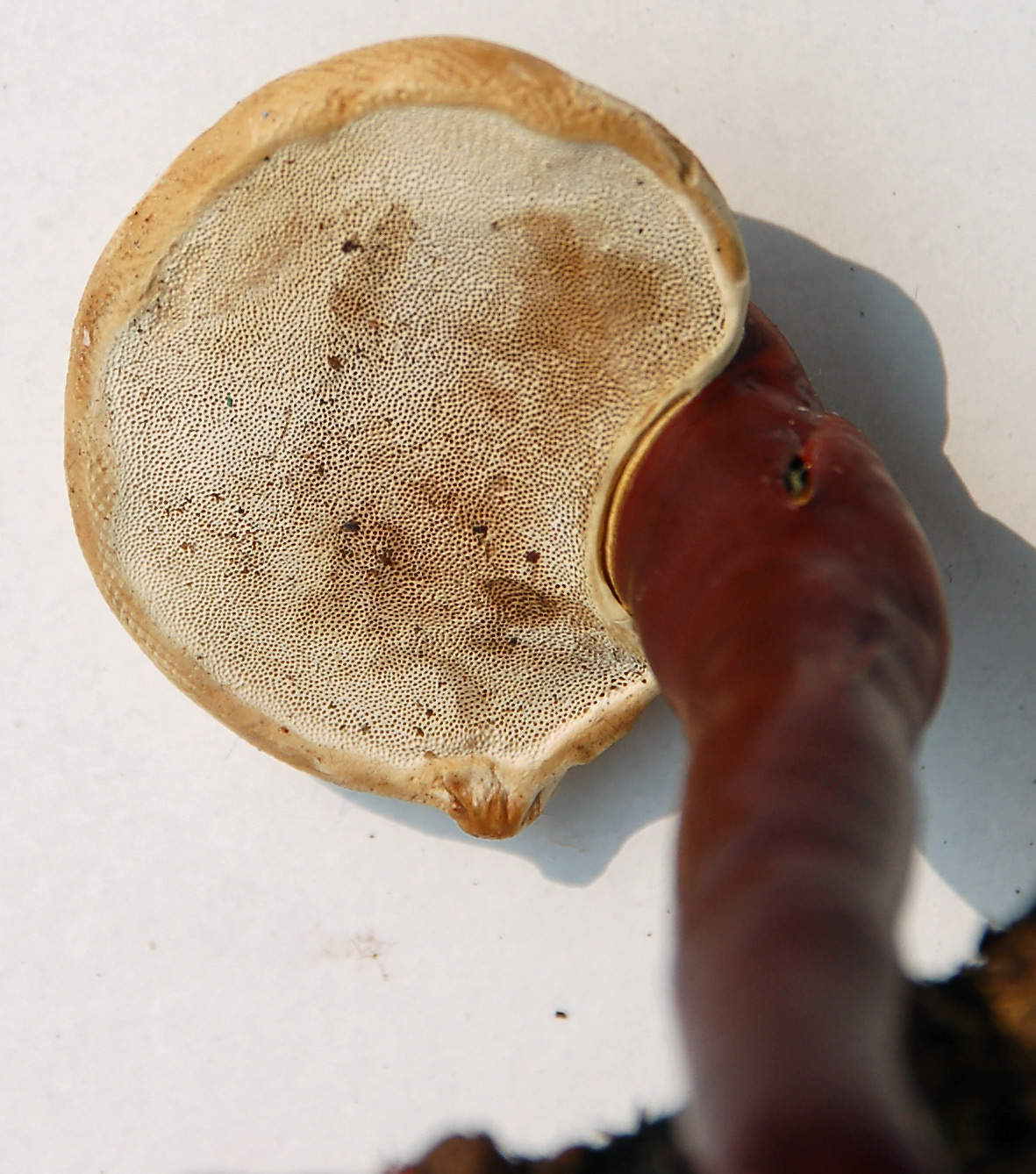
Гименофор

Цвет шляпки варьирует от красноватого до буро-фиолетового, или (иногда), чёрного с желтоватым оттенком и хорошо видимыми кольцами роста. Мякоть сначала губчатая, потом деревянистая. Поры сначала беловатые, с возрастом желтеют и буреют.

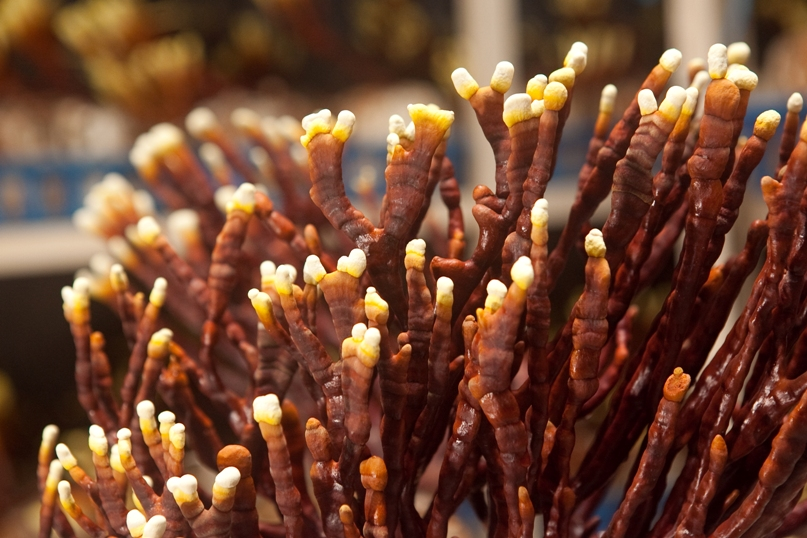
В зависимости от условий окружающей среды или выращивания рейши (при влажности воздуха менее 85-95%) формируют плодовые тела без шляпки и принять форму рога оленя.

Гриб имеет несколько разновидностей; кроме того, его внешний вид и состав, а также терапевтические свойства могут меняться в зависимости от субстрата.

## Экология и распространение
Трутовик лакированный — сапрофит, разрушитель древесины (вызывает белую гниль). Встречается почти во всех странах света у основания ослабленных и погибающих деревьев, а также на мертвой древесине лиственных пород, очень редко на древесине хвойных. Изредка трутовик лакированный встречается на живых деревьях, однако чаще плодовые тела обнаруживают на пнях, недалеко от поверхности почвы. Иногда плодовые тела, выросшие на погруженных в землю корнях деревьев, можно найти непосредственно на почве. Во время роста гриб может вбирать в шляпку веточки, листья и прочий сор. В России трутовик лакированный распространен по преимуществу в южных районах, в Ставропольском и Краснодарском краях, в Волгоградской области на Северном Кавказе. В умеренных широтах встречается реже, чем в субтропиках. Однако в последнее время широко распространился на Алтае, в местах ведения хищнических вырубок.
Сезон: с июля до поздней осени.
Занесён в Красную книгу России.

## Сходные виды
Трутовик лакированный принадлежит к группе близко родственных видов рода Ganoderma, которые сложно отличить друг от друга. В эту группу входят Ganoderma resinaceum (ганодерма смолистая), Ganoderma carnosum, Ganoderma valesiacum, Ganoderma tsugae, Ganoderma oregonese, а так же азиатские виды Ganoderma linghzi (ранее часто принимавшийся за один и тот же вид с трутовиком лакированным), Ganoderma sinense и Ganoderma japonicum.

## Культивирование
Культивирование Ganoderma lucidum проводят исключительно для медицинских целей. Сырьём для получения биологически активных веществ традиционно служат плодовые тела, значительно реже вегетативный мицелий этого гриба. Плодовые тела получают по экстенсивной и интенсивной технологиям. Вегетативный мицелий Ganoderma lucidum получают методом погруженного культивирования.
Ганодерму высоко ценят и культивируют в странах Юго-Восточной Азии.

## Применение

Травяной чай Xinxing Ganoderma lucidum. Продукт района Бентонг, Таиланд.

Гриб Ganoderma lucidum один из известных базидиальных грибов, используемый в лечебных целях более двух тысяч лет народами Юго-восточной Азии. Линьчжи упоминается во многих древних китайских медицинских книгах: «Травник Шэнь Нуна» (Шень Нунь Бень Цао Цинь) «Компендиум лекарственных веществ» и др. Монография (Бэнь Цао Гань Му) описывает Линьчжи, как «верхнее» лекарство, что означает — самое драгоценное, подаренное небесами средство от болезней. Также в книгах подробно описывались характеристики, методы применения и лечебные действия Линьчжи: «…запах не резкий, вкус слегка горький, предназначен для устранения переполнения в груди, увеличения ци (энергии) сердца, питания средней части тела, укрепления памяти.» Лекарства на основе Линьчжи расширяют коронарную артерию сердца, обогащают кровь кислородом, устраняют ишемическую болезнь сердца (ИБС), предотвращают инфаркт миокарда, нормализуют сердечную деятельность. Его применяли при разнообразных заболеваниях, в том числе бронхиальной астме, неврастении, гастрите, болезнях печени. В Китае этот гриб активно используют при лечении всех видов аллергии.
Интенсивные исследования Ganoderma lucidum в течение последних десятилетий показали, что биологически активные вещества, выделенные из этого гриба, оказывают иммуномодулирующее, противоопухолевое, противовирусное, антибиотическое, гиполипидемическое, гипогликемическое, гепатопротекторное, генопротекторное, противовоспалительное, противоаллергенное, антиоксидантное действие, способны регулировать работу сердечно-сосудистой, дыхательной и нервной систем.
Из-за частого использования в качестве лекарственного средства, особенно при невротических расстройствах и как тонизирующее средство, G. lucidum также выращивается как культурный гриб. Китайское название Ling Zhi означает «растение духа», другие распространённые китайские названия — «гриб бессмертия», «гриб десяти тысяч лет» и «трава духовной силы». В Китае он также считается «королём лекарственных трав» и используется в качестве лекарственного гриба в традиционной китайской медицине. Там он приравнивается к женьшеню (Panax ginseng). Предположительно, гриб использовался в Китае в качестве тонизирующего средства на протяжении тысяч лет.
Упоминается в многочисленных легендах, а также служил талисманом. Его вешали на зданиях, чтобы предотвратить несчастье.

### Биохимия
Плодовые тела и мицелий Ganoderma lucidum содержат углеводы (восстанавливающие сахара и полисахариды), аминокислоты, пептиды, белки, тритерпены, включая стероиды, липиды, алкалоиды, гликозиды, летучие эфирные масла, витамины, микроэлементы, такие как магний, марганец, молибден, кальций, цинк, калий, натрий, железо, медь, сера, германий. Германий, содержащийся в высоких концентрациях в плодовых телах Ganoderma lucidum, находится в составе органического соединения карбоксиэтил-германий-сесквиоксид.
Наиболее важными биологически активными соединениями, выделенными из этого гриба, являются полисахариды и тритерпены. Практически все профилактические и терапевтические эффекты, известные у трутовика лакированного, обнаружены именно у этих двух групп соединений.

## В культуре
- Гриб рейши и чай из него присутствует в игре The Long Dark как лекарственное средство[10], а так же в игре Vintage Story как продукт питания[11].